# AEK Athènes FC
Pour les articles homonymes, voir AEK Athènes.
Maillots
Actualités
Le Podosfairikí Anónymi Etaireía Athlitikí Énosis Konstantinoupóleos (en grec moderne : Ποδοσφαιρική Ανώνυμη Εταιρεία Αθλητική Ένωσις Κωνσταντινουπόλεως - « Union sportive de Constantinople »), plus couramment abrégé en PAE AEK Athènes (en grec moderne : ΠΑΕ ΑΕΚ) ou encore d’AEK Athènes, est un club grec de football fondé en 1924 et basé à Athènes, la capitale du pays.
Le club est la section football du club omnisports du même nom, l'AEK Athènes.
C'est traditionnellement le club des réfugiés grecs d’Asie mineure et de leur quartier de Néa Filadélfia, banlieue résidentielle et populaire d'Athènes.
En 2022-2023, le club évolue en Superleague Elláda, la première division du football en Grèce.

## Histoire du club

### Historique du club
- 1924 : fondation du club sous le nom de AEK Athènes.
- 1932 : première victoire en Coupe de Grèce (saison 1931/1932)
- 1939 : premier titre de Champion de Grèce (saison 1938/1939)
- 1963 : première participation à une Coupe d'Europe (C1) (saison 1963/1964)

### Histoire

#### Un club sans stade
Jusqu'en 2003, l'AEK jouait dans son mythique stade Níkos Goúmas (el) à Néa Filadélfia, pouvant accueillir 24 720 spectateurs. Victime du séisme de 1999 le vieux stade est détruit en 2003 car jugé trop vétuste. Depuis cette date l'AEK joue ses matchs à l'OAKA, stade olympique sans âme situé dans le dème éloigné de Maroússi,.
À partir de la saison 2022-2023, l'AEK jouera dans un nouveau stade d'une capacité de 32 500 places, situé au même emplacement que son ancien stade Níkos Goúmas.

#### Relégation, faillite puis nouveau départ
L'AEK Athènes aborde la saison 2012-2013 au milieu de grandes difficultés financières qui le contraignent à vendre ses meilleurs joueurs et conduisent l'UEFA à l'interdire de compétition européenne alors qu'il s'était qualifié pour la Ligue Europa grâce à la deuxième place obtenue en Play-offs de la  saison 2011-2012. De son côté, la Fédération hellénique de football l'interdit de recrutement, à l'exception de joueurs de nationalité grecque âgés de moins de 22 ans. L'AEK débute ainsi la saison avec un effectif très jeune et sans expérience. 
Cette jeune équipe est à la peine tout au long de la saison, tandis que les problèmes extra-sportifs s'accumulent. Les joueurs sont peu ou pas payés, ce qui leur pose de nombreux problèmes et empêche même certains de se rendre régulièrement aux entrainements. Dans le même temps, les supporters victimes de la crise économique en Grèce peinent à se rendre au stade malgré des baisses de tarif et n'achètent pratiquement plus de produits dérivés, ce qui n'arrange rien à la situation financière. Le 17 mars 2013, le jeune espoir du club Giorgos Katidis est exclu à vie de toute sélection nationale pour avoir célébré un but par un salut nazi. Son entraineur le retrouvera en larmes dans les vestiaires. Il déclarera peu après qu'il ne connaissait pas la signification de ce geste et qu'il s'en excusait. Enfin, peu après cette affaire, le président du club Andreas Dimitrelos est arrêté en raison des 170 millions d'euros d'impôts et taxes impayés dus par l'AEK.
Le sort du club en Superleague est finalement scellé après la 29e journée de championnat lors d'un match décisif pour le maintien face à Panthrakikos. Alors que les deux équipes sont à égalité à trois minutes de la fin, le défenseur de l'AEK Mavroudis Bougaidis marque contre son camp. Des supporters de l'AEK furieux, et pour certains armés de couteaux et de barres de fer, envahissent alors le terrain, provoquant l'arrêt du match,. À la suite de ces incidents, la commission de discipline inflige trois points de pénalité à l'AEK, ce qui le condamne mathématiquement à la relégation. Le club fait appel, mais la sanction est rapidement confirmée. Après 89 ans d'histoire, l'AEK Athènes subit donc sa première relégation.
Sa situation financière demeurant toujours catastrophique, le club demande le 14 mai à être déclaré en état d'insolvabilité et renonce à participer à la prochaine saison de Football League (D2),. Repris par l'un de ses anciens présidents, Dimitris Melissanidis, l'AEK est reconstitué sous la forme d'un club amateur qui va disputer la saison 2013-2014 en Football League 2 (D3). Au terme de cette saison, terminant premier de son groupe l'AEK obtient sa montée en Championnat de Grèce de football D2 pour la saison 2014-2015, qu'il entame avec l'ambition de retrouver l'élite dès l'année suivante. Le club remporte le Championnat de Grèce en 2018, une première depuis 1994. Il accède même ensuite à la phase de groupes de la ligue des Champions après une victoire en barrage face au club hongrois de MOL Vidi FC.

## Bilan sportif

### Palmarès
| Compétitions nationales | Compétitions internationales |
| --- | --- |
| - Championnat de Grèce (13) : - Champion : 1938-1939, 1939-1940, 1962-1963, 1967-1968, 1970-1971, 1977-1978, 1978-1979, 1988-1989, 1991-1992, 1992-1993, 1993-1994, 2017-2018 et 2022-2023. - Vice-champion : 1945-1946, 1957-1958, 1958-1959, 1959-1960, 1964-1965, 1966-1967, 1969-1970, 1974-1975, 1975-1976, 1980-1981, 1987-1988, 1989-1990, 1996-1997, 1998-1999, 2001-2002, 2006-2007, 2007-2008, 2022-2023 et 2023-2024. - Coupe de Grèce (16) : - Vainqueur : 1931-1932, 1938-1939, 1948-1949, 1949-1950, 1955-1956, 1963-1964, 1965-66, 1977-78, 1982-83, 1995-96, 1996-97, 1999-00, 2001-02, 2010-11, 2015-16 et 2022-23. - Finaliste : 1947-48, 1952-53, 1978-79, 1993-94, 1994-95, 2005-06, 2008-09, 2016-17, 2017-18, 2018-19 et 2019-20. - Supercoupe de Grèce (2) : - Vainqueur : 1989 et 1996. - Coupe de la Ligue de Grèce (1) : - Vainqueur : 1989-90. - Championnat de Grèce de deuxième division (1) : - Champion : 2014-2015. - Championnat de Grèce de troisième division (1) : - Champion : 2013-2014 (Gr. 6). | - Ligue des champions - Meilleure performance : Quart de finale en 1969. - Coupe UEFA/Ligue Europa - Meilleure performance : Demi-finale en 1977. - Ligue Conférence - Meilleure performance : Troisième tour de qualification en 2025. - Coupe des coupes - Meilleure performance : Quart de finale en 1997 et 1998. |

### Meilleurs parcours européens
- Coupe d'Europe des clubs champions
  - 1968-1969 : Quart de finale, éliminé par le Spartak Trnava

- Coupe des coupes
  - 1996-1997 : Quart de finale, éliminé par le Paris Saint-Germain
  - 1997-1998 : Quart de finale, éliminé par le Lokomotiv Moscou

- Coupe UEFA
  - 1976-1977 : Demi-finale, éliminé par la Juventus

| - (1940-1941/29-09-40) A.E.K. - Olympiakos (5-3) - (1942-1943) A.E.K. - Arionas (12-1) - (1960-61/09-09-61) AO Aigáleo - A.E.K. (0-8) - (1989-90/11-12-89) Α.Ε.Κ. - Skoda Xanthi (8-0) - (1996-97/04-11-96) Athinaïkós - Α.Ε.Κ. (0-7) - (1942-1943) A.E.K. - Amyna Ampelokipon (9-3) - (1970-71/04-11-70) Α.Ε.Κ. - PAE Veria (8-2) - (1942-1943) A.E.K. - Thiseas (8-2) - (1964-65/11-10-64) Apollon Smyrnis - Α.Ε.Κ. (1-7) - (1961-62/20-05-62) Α.Ε.Κ. - Panelefsiniakos (8-3) - (1962-1963) A.E.K. - AO Aigáleo (7-2) - (1978-1979) A.E.K. - PAS Giannina (7-2) - (1984-1985) A.E.K. - Pierikos (7-2) - (1987-1988) A.E.K. - PAE Veria (7-1) - (1989-1990) A.E.K. - Panionios (7-1) - (2003-04/09-11-03) Akratitos Liosion - A.E.K. (2-7) |  | - (1938-1939) A.E.K. - Aris Piraeus (7-0) - (1948-1949) Ergotelis - A.E.K. (1-9) - (1949-1950) A.E.K. - Sparta Ampelokipon (9-1) - (1955-1956) Achilleas Korinthou - A.E.K. (2-8) - (1963-1964) Anagenisi Artas - A.E.K. (0-7) - (1970-1971) Α.Ε.Κ. - Kipoupoli (20-0) - (1977-1978) A.E.K. - Chania (6-1) - (1977-1978) Α.Ε.Κ. - Olympiakos (6-1) (Semi-Final) - (1982-1983) Irodotos - A.E.K. (0-6) - (1985-1986) A.E.K. - GS Ilioupoli (10-0) - (1995-1996) A.E.K. - Apollon Smyrnis (7-1) (Final) - (1999-2000) A.E.K. - AO Aigáleo (6-1) - (1999-2000) Karditsa - A.E.K. (1-6) - (1999-2000) A.E.K - Trikala (6-0) - (2000-2001/06-09-2000) A.E.K - Olympiakos Volos (9-1) - (2000-2001) A.E.K. - Ethnikos Piraeus (8-0) - (2001-2002) A.E.K. - Kilkisiakos (6-0) |

### Records d'affluence
- (1985-86 : 30e journée), Stade Olympique (Athènes), A.E.K. - Panathinaikos, (74 300)
- (1985-86 : 09/02/86), Stade Olympique (Athènes), Α.Ε.Κ. - Olympiakos, (74 241)
- (2014-15 : 11/03/15), Stade Olympique (Athènes), A.E.K. - Olympiakos, (64 256)
- (2004-05 : 07/11/04), Stade Olympique (Athènes), A.E.K. - Olympiakos, (63 129)
- (1985-86), Stade Olympique (Athènes), A.E.K. - PAOK Salonique, (57 000)
- (2006-07 : 21/11/06), Stade Olympique (Athènes), A.E.K. - Milan, (56 203)
- (2004-05) Stade Olympique (Athènes), A.E.K. - Panathinaikos, (45 000)
- (2004-05) Stade Olympique (Athènes), A.E.K. - PAOK Salonique, (41 000)
- (2006-07) Stade Olympique (Athènes), A.E.K. - Olympiakos, (66 000)
- (1979-80 : 07/10/79), Stade Nikos Goumas, Α.Ε.Κ. - Panathinaikos, (36 766)

## Personnalités du club

### Présidents
| - Konstantinos Spanoudis (1924 - 1932) - Alexandros Strogilos (1932 - 1933) - Konstantinos Sarifis (1933 - 1935) - Konstantinos Theofanidis (1935 - 1937) - Konstantinos Chrisopoulos (1937 - 1938) - Vassilios Fridas (1938 - 1940) - Emilios Ionas (1945 - 1949) - Spiridon Skouras (1949 - 1950) - Georgios Melas (1950 - 1952) - Eleftherios Venizelos (1952) - Georgios Chrisafidis (1952 - 1957) - Nikolaos Goumas (1957 - 1963) - Alexandros Makridis (1963 - 1966) - Michail Trikoglou (1966 - 1967) - Emmanuil Calitsounakis (1967) - Kosmas Kiriakidis (1967 - 1968) - Ilias Georgopoulos (1968 - 1969) | - Georgios Chrisafidis (1969 - 1970) - Kosmas Chatzicharalabous (1970 - 1973) - Dimitrios Avramidis (1973) - Ioannis Theodorakopoulos (1973 - 1974) - Loukas Barlos (1974 - 1981) - Andreas Zafiropoulos (1981 - 1983) - Michalis Arkadis (1982 - 1983) - Eleftherios Panagidis (1983 - 1984) - Andreas Zafiropoulos (1984 - 1988) - Efstratios Gidopoulos (1988 - 1991) - Konstantinos Generakis (1991 - 1992) - Dimitris Melissanidis (1992 - 1993) - Ioannis Karras (1993 - 1994) - Dimitris Melissanidis (1994 - 1995) - Michalis Trochanas (1995 - 1997) - Georgios Kiriopoulos (1997) - Alexis Kougias (1997) | - Lakis Nikolaou (1997 - 1998) - Dimitris Melissanidis (1998 - 1999) - Stefanos Mamatzis (1999 - 2000) - Cornelius Sierhuis (2000 - 2001) - Filonas Antonopoulos (2001) - Petros Stathis (2001) - Chrysostomos Psomiadis (2001 - 2003) - Giannis Granitsas (2003 - 2004) - Demis Nikolaidis (2004 - 2008) - Georgios Kintis (2008 - 2009) - Nikolaos Thanopoulos (2009 - 2010) - Stavros Adamidis (2010 - 2012) - Thomas Mavros (2012) - Andreas Dimitrelos (2012 - 2013) - Evángelos Aslanídis (2014 - ) |

### Entraîneurs
| - Joseph Sveg (1927 - 1928) - Emil Rauchmaul (1930 - 1931) - Themos Asderis (1931 - 1933) - Kostas Negrepontis (1933 - 1936) - Themos Asderis (1936 - 1937) - Kostas Negrepontis (1937 - 1948) - Giorgos Daispangos (1948) - Jack Beby (1948 - 1951) - Tryfon Tzanetis (1951 - 1952) - Mario Magnozzi (1952 - 1953) - Giorgos Daispangos (1953) - Edmund Crawford (1953 - 1954) - Tryfon Tzanetis (1954 - 1955) - Kostas Negrepontis (1955 - 1956) - Tryfon Tzanetis (1956 - 1957) - Vittore Martini (1957 - 1958) - Kostas Negrepontis (1958 - 1959) - Lukas Aurednik (1959 - 1960) - Tryfon Tzanetis (1960 - 1962) - Jenő Csaknády (1962 - 1963) - Heinrich Müller (1963 - 1964) - Mirko Kokotović (1964 - 1965) - Tryfon Tzanetis (1965 - 1967) - Jenő Csaknády (1967 - 1968) - Branko Stanković (1968 - 1973) - Kostas Chatzimichail (1973) - Billy Bingham (1973) - Stan Anderson (1973 - 1974) - Kostas Chatzimichail (1974) - František Fadrhonc (1974 - 1977) - Andreas Stamatiadis (1977) | - Zlatko Čajkovski (1977 - 1978) - / Ferenc Puskás (1978 - 1979) - Andreas Stamatiadis (1979) - Hermann Stessl (1979 - 1980) - Miltos Papapostolou (1980 - 1981) - Hans Tilkowski (1981 - 1982) - Zlatko Čajkovski (1982 - 1983) - Kostas Nestoridis (1983) - Helmut Senekowitsch (1983) - John Barnwell (1983) - Helmut Senekowitsch (1983 - 1984) - Kostas Nestoridis (1984) - Václav Halama (1984) - Antonis Georgiadis (1984 - 1985) - Jacek Gmoch (1985 - 1986) - Nikos Christidis (1986) - Ab Fafié (1986) - Nikos Alefantos (1986 - 1987) - Nikos Christidis (1987) - Todor Veselinović (1987 - 1988) - Dušan Bajević (1988 - 1996) - Petros Ravousis (1996 - 1997) - Dumitru Dumitriu (1997 - 1998) - Antonis Minou (1998) - Dragoslav Stepanović (1998) - Takis Karagiozopoulos (1998) - Oleg Blokhine (1998 - 1999) - Ljubiša Tumbaković (1999 - 2000) - Takis Karagiozopoulos (2000) - Giannis Pathiakakis (2000 - 2001) - Toni Savevski (2001) | - Fernando Santos (2001 - 2002) - Dušan Bajević (2002 - 2004) - Ilie Dumitrescu (2004) - Fernando Santos (2004 - 2006) - Llorenç Serra Ferrer (2006 - 2008) - Nikos Kostenoglou (2008) - Giorgos Donis (2008) - Dušan Bajević (2008 - 2010) - Bledar Kola (2010) - Manolo Jiménez (2010 - 2011) - Nikos Kostenoglou (2011 - 2012) - Vangelis Vlachos (2012) - Manolis Papadopoulos (2012) - Ewald Lienen (2012 - 2013) - Traïanós Déllas (2013 - 2015) - Stélios Manolás (2015) - Gustavo Poyet (2015 - 2016) - Stélios Manolás (2016) - Nikos Panagiotaras (2016) - Temuri Ketsbaia (2016) - José Morais (2016 - 2017) - Manolo Jiménez (2017 - 2018) - Marinos Ouzounidis (2018 - 2019) - Manolo Jiménez (2019) - Miguel Cardoso (2019) - Nikos Kostenoglou (2019) - Massimo Carrera (2019 - 2020) - Manolo Jiménez (2020 - 2021) - Vladan Milojevic (2021) - Argirios Giannikis (2021 - fév. 2022) - Matías Almeyda (2022 - 2025) |

### Joueurs

#### Joueurs emblématiques
- Alexandros Alexandris
- Chrístos Ardízoglou
- Ilías Atmatsídis
- Daniel Batista
- Yórgos Dédes
- Traïanós Déllas
- Vasílis Dimitriádis
- Dimitrios Domazos
- Giorgos Donis
- Kóstas Eleftherákis
- Pantelís Kafés
- Michális Kapsís
- Ioannis Kalitzakis
- Giorgos Karafeskos
- Vaios Karagiannis
- Michalis Kasapis
- Kóstas Katsouránis
- Christos Kostis
- Sotírios Kyrgiákos
- Vasílios Lákis
- Níkos Liberópoulos
- Kostas Manolas
- Stelios Manolas
- Thomás Mávros
- Antonis Minou
- Tásos Mitrópoulos
- Kleanthis Maropoulos
- Vangélis Móras
- Kostas Negrepontis
- Kóstas Nestorídis
- Demis Nikolaïdis
- Kóstas Nikolaïdis
- Lákis Nikoláou
- Tákis Nikoloúdis
- Mímis Papaïoánnou
- Andreas Papaemmanouil
- Sokrátis Papastathópoulos
- Petros Ravousis
- Dimitris Saravakos
- Giorgos Savvidis
- Stelios Serafeidis
- Stelios Skevofilakas
- Andreas Stamatiadis
- Panagiotis Tachtsidis
- Stefanos Theodoridis
- Apostolos Toskas
- Vassilios Tsiartas
- Tryfon Tzanetis
- Vangelis Vlachos
- Theodoros Zagorakis
- Andréas Zíkos
- Bledar Kola
- Rafik Djebbour
- Walter Wagner
- Timo Zahnleiter
- Trevor Ross
- Rodolfo Martín Arruabarrena
- Ismael Blanco
- Ignacio Scocco
- Jim Patikas
- Emerson
- Gustavo Manduca
- Leonardo
- Paulo Assunção
- Rivaldo
- Hristo Bonev
- Milen Petkov
- Fabián Vargas
- Walter Centeno
- Mauricio Wright
- Henrik Nielsen
- Juanfran
- Frank Klopas
- Temuri Ketsbaia
- Márton Esterházy
- Arnar Grétarsson
- Eiður Guðjohnsen
- Bruno Cirillo
- Christopher Wreh
- Carlos Gamarra
- Michel Kreek
- Mirosław Okoński
- Roger
- Bruno Alves
- Edinho
- Anton Doboș
- Daniel Majstorović
- Louay Chanko
- Lefter Küçükandonyadis
- Dušan Bajević
- Refik Šabanadžović
- Dragan Ćirić
- Ilija Ivić

### Effectif professionnel actuel
Le premier tableau liste l'effectif professionnel de l'AEK Athènes FC pour la saison 2025-2026. Le second recense les prêts effectués par le club lors de cette même saison.
En grisé, les sélections de joueurs internationaux chez les jeunes mais n'ayant jamais été appelés aux échelons supérieurs une fois l'âge-limite dépassé ou les joueurs ayant pris leur retraite internationale.

### Nombres d'apparitions en championnat
- Mímis Papaïoánnou  (483)
- Stelios Manolas  (447)
- Toni Savevski (358)
- Stylianos Skevofylakas (297)
- Lákis Nikoláou (293)
- Thomás Mávros  (276)
- Andreas Stamatiadis  (269)
- Petros Ravousis  (263)
- Chrístos Ardízoglou  (260)
- Michalis Kassapis  (254)

|width="20"| 
|valign="top"|

### Nombres de buts en championnat
- Mímis Papaïoánnou  (233)
- Thomás Mávros  (174)
- Kóstas Nestorídis  (141)
- Démis Nikolaïdis  (125)
- Kóstas Nikolaïdis  (94)
- Nikos Lyberopoulos  (84)
- Vasilis Dimitriadis  (81)
- Vassilios Tsiartas  (80)
- Daniel Batista (67)
- Dušan Bajević  (65)
- Andréas Stamatiádis  (61)
- Christos Kostis  (56)

|}
| - 1958-59 Kóstas Nestorídis - 1959-60 Kóstas Nestorídis - 1960-61 Kóstas Nestorídis - 1961-62 Kóstas Nestorídis - 1962-63 Kóstas Nestorídis - 1963-64 Mímis Papaïoánnou - 1965-66 Mímis Papaïoánnou - 1975-76 Yórgos Dédes - 1977-78 Thomás Mávros - 1978-79 Thomás Mávros - 1979-80 Dušan Bajević - 1984-85 Thomás Mávros - 1987-88 Henrik Nielsen - 1991-92 Vasilis Dimitriadis - 1992-93 Vasilis Dimitriadis - 1993-94 Alexandros Alexandris - 1995-96 Vassilios Tsiartas - 1998-99 Démis Nikolaïdis - 2006-07 Nikos Lyberopoulos - 2007-08 Ismael Blanco - 2008-09 Ismael Blanco |  | - 2000-01 Démis Nikolaïdis |  | - 1978-79 Thomás Mávros |

## Supporters
Le principal groupe d'ultras de l'AEK est le Original 21.

### Hymne de l'AEK
En avant les gars de l'AEK !

Tirez et brisez les poteaux,

Déchirez les filets,

Obtenez la gloire,

Gagnez, gagnez, gagnez !